# 戰勇。
《戰勇。》（日语：戦勇。），是日本漫畫家春原羅賓遜所作的搞笑奇幻漫畫作品。NICONICO靜畫內的NICONICO動畫由2010年8月27日開始不定期更新中。現在第4章已完結，《戰勇+》連載中。同網站上的人氣不斷上昇，於Jump Square連載中。電視動畫第一期13話，第二期13話，共26話。

## 概要
商業誌版2012年6月號在Jump Square中開始連載。内容是和NICONICO漫畫不同的故事，大部分的登場角色與原作中相同。

## 簡介
突然有一天，世界上冒出了一個大洞，而大洞中出現了無數的魔物，世界瞬間化為了充滿混沌和災難的地獄。
「這恐怕是因為千年前被勇者克萊爾西昂封印的魔王露基梅德斯又復活了。」
下達如此判斷的國王，決定派遣勇者的子孫前去討伐魔王，其人數多達75人…
「去吧！勇者的子孫（可能）擊敗魔王之人，我將封其為真．勇者並獎賞無盡財富！」
就這樣，勇者編號45號阿鲁巴和王宫戰士羅斯的耀眼的大冒險開始了！

## 登場人物

### 主要角色
阿魯巴．弗流林戈（聲：下野紘）
生日：3月6日
16歲。
本作主人公、主要負責對故事内事件進行吐槽。在故事中的勇者編號為45號。其名稱中的「アルバ」是意大利語中「黎明（Alba）」的意思，「フリューリング」則是德語中的「春天（Frühling）」，全名意為「春曉」。
十分靠不住而且弱小，在故事中與作為同伴被派遣過來的王宮戰士羅斯一起開始了討伐魔王的旅程。因露基一同踏上封印魔物之旅而被通緝。曾數度入獄。曾死於狄岑巴手下，後因克萊爾西昂使用時間操作的魔法而復活。因克萊爾西昂為封印露基梅德斯而犧牲一事感到不滿，誓言再次復活魔王。得知國王為黑幕之事，憤而毆打；並因對王族不敬之罪，再次入獄。
羅斯（聲：中村悠一）
生日：5月4日
約21歲。
阿魯巴的同伴，是王宮戰士。屬於抖S類型的人物。對討伐魔王基本上沒有幹勁，但是卻相當熱衷於欺負阿魯巴。
背上背著和自己身高差不多大小的大劍，左手裝備著謎之機械。曾利用露基的空間移動能力，偷竊了不少錢。實際上是傳說中的勇者「克萊爾西昂」。稱其魔法為「無所不能」。為了拯救被狄岑巴殺害的阿魯巴而解放了力量，以致初代魔王露基梅德斯甦醒。而後為再次封印露基梅德斯而進入次元夾縫，封印之際，遭遇艾魯夫，與其發生戰鬥。
露基（聲：茅野愛衣）
生日：8月27日
10歲。
第三代魔王露基梅德斯。責任感很強，是個可靠的人，也有著與年紀相符的幼稚之處。擁有空間移動的能力，但一次只能移動的範圍僅有50米。
雖是魔王，魔力卻不高，即使出現在人間也不會對世界產生影響。因為想吃爆米花，而誤用召喚魔物的鍋子，導致魔物如爆米花般飛向人間界。而為了封印四散在人間界的魔物而一人出發旅行。而後阿魯巴他們相遇，一同踏上封印魔物與討伐魔王的旅程中。空間移動的能力若讓沒穿上特殊衣服的人類通過，其人肋骨會出現裂縫。怕高、不會乘法。初見面便知羅斯是克萊爾西昂。
弗伊弗伊（聲：鈴村健一）
生日：6月30日
勇者編號14號。臉上有傷疤，一頭金發的少年。非常需要錢，所以以龐大的賞金為目標開始討伐魔王的征程。撞見阿魯巴一行人，發現露基而上前襲擊。有一絕招：名稱為殘忍之刃，欲使出之際卻被羅斯打斷而未能使出。後發現國王的陰謀，而加入阿魯巴一行人。被小公主所喜歡喜歡，但常被她為掩飾害羞而毆打。
路多魯夫（聲：中田讓治）
生日：6月5日
是個蘿莉控。跟著弗伊弗伊的王宮戰士。很久之前就一直侍奉著王，很值得信賴。
阿蕾絲．修德拉爾（聲：內山夕實）
生日：10月28日
勇者編號76號。性格我行我素、腹黑。 實際是王宮的女僕長。發現國王的陰謀後，與小公主一起行動。曾被小公主為掩飾喜歡弗伊弗伊而暴打。曾把姬達（小公主乘坐的機器人）修理成了花瓶。
小公主（聲：加藤英美里）
生日：3月3日
16歲。
金髮藍眼的美少女。平時都乘坐在盔甲機器人姬達（ヒメンダム）裡行動。 王國的公主殿下，喜歡弗伊弗伊。嬌羞時容易暴力異常。發現國王的陰謀後，與阿蕾絲一起行動。喜歡濃稠的咖哩。
小咪（聲：上田燿司）
生日：1月22日
全名為米開朗基羅．洛爾特里亞（ミケラジェウル・ロールテリア）。亞努阿在人間界認識的貓，受亞努阿的影響可以說人話。抖M性格的角色。
鮫島（聲：杉田智和）
生日：7月23日
亞努阿的摯友，似乎擁有很多朋友。被稱呼為大哥、兄貴。朋友有難會第一時間趕來相助，並不需要理由。基於調侃内容將自己的能力描述爲男子氣概，并認爲什麼事都用男子氣概解決。。曾被阿魯巴吐槽後，全身灰白化，失去戰鬥意志。
德伊菲爾．迪阿波羅斯（聲：神谷浩史）
生日：06月13日
皇宮的執事長。其姓名中的「トイフェル」和「ディアボロス」分別是德語和希臘語中的「惡魔（Teufel）（Diabolos）」。非常喜歡偷懶，能為了能夠偷懶而努力。當別人問到：「為什麼不直接辭職呢？」的時候會回答：「這樣的話就拿不到薪水了！」。

### 魔族十二人
因魔力量太高只是存在著便會給世界帶來影響的十二魔族。
亚努阿．艾因（聲：樱井孝宏）
生日：8月1日
擁有強大力量的十二魔族中的一人，代表一月。被召喚來人間界，並遇到小咪。名稱中的「ヤヌア」和「アイン」分別是德語中的「一月（Januar）」和「一（Ein）」。初登場便因砸壞了某店的牆壁被捕，在監獄與阿魯巴等人相遇。雖身為魔族卻憧憬忍者，稱自己使出的魔法為忍術，要是忍術被說是魔法就會變得沮喪。魔法為無視物理法則的空間傳送，被傳送的人會關節痛。傳送魔法也可以放出使用，使事物受到傳送而消失。與鮫島是摯友。有「～是也（～ござる）」的口癖。魔戰力為五十三萬。
菲伯爾．茨薇（聲：寺崎裕香，黑球部分聲：樱井孝宏）
生日：2月29日
擁有強大力量的十二魔族中的一人，代表二月。看起來是蘿莉，實際上是年齡超過200歲的魔女。名稱中的「フェブルアール」和「ツヴァイ」分別是德語中的「二月（Februar）」和「二（Zwei）」。左肩有一個不明的黑色球體，與其為二位一體。黑色球體之觸手具有洗腦能力，曾洗腦過亞努阿。觸手斷了也能操縱。被鮫島的男子氣概光束擊中後變得很有男子氣概。在背叛狄岑巴後遭其擊倒。
阿普利露
擁有強大力量的十二魔族中的一人，代表四月。在第二章初登場。擁有抽取靈魂的能力。名稱中的「アプリール」是德語中的「四月（April）」。
瑪因．芬弗
擁有強大力量的十二魔族中的一人，代表五月。名稱中的「マイン」和「フェンフ」分別是德語中的「五月（Mai）」和「五（Fünf）」。
尤尼．澤克斯
擁有強大力量的十二魔族中的一人，代表六月。名稱中的「ユーニ」和「ゼクス」分別是德語中的「六月」和「六」。
尤利．基貝（聲：阪口大助）
生日：7月7日
擁有強大力量的十二魔族中的一人，代表七月。可以讓身體變成龍的樣子來攻擊敵人。名稱中的「ユーリ」和「ジーベン」分別是德語中的「七月（Juli）」和「七（Sieben）」。受狄岑巴差使前去殺死羅斯等人，隨後與亞努阿發生戰鬥並獲勝，但亞努阿被羅斯救下所以沒事。後在受令殺死阿魯巴等人時，全身龍化後卻被克萊爾西昂所殺。
安古斯特
擁有強大力量的十二魔族中的一人，代表八月。有著高大且壯碩的身材。名稱中的「アウグスト」是德語中的「八月（August）」。個性懦弱，愛哭。討厭殺人，在被國王下令殺死路多魯夫時放跑了路多魯夫。
諾因．澤普天巴
生日：9月9日
擁有強大力量的十二魔族中的一人，代表九月。穿著小熊裝扮，左眼有著星星的男孩。名稱中的「ノイン」和「ゼプテンバー」分別是德語中的「九（Neun）」和「九月（September）」。初登場時剪影酷似米奇老鼠。在狄岑巴敗北後，與同伴們將其之核收回。
茨恩
擁有強大力量的十二魔族中的一人，代表十月。名稱中的「ツェーン」是德語中的「十」。
艾魯夫．諾本巴（聲：岡本寬志）
生日：04月1日
四大魔之一。擁有強大力量的十二魔族中的一人，代表十一月。能僞裝變身成任何人。名稱中的「エルフ」和「ノベンバー」分別是德語中的「十一（Elf）」和「十一月（November）」。性格上少根筋，總是會出其不意的使用毫無作用的技能。以拙劣的變裝為弗伊弗伊，以賞金為目標，企圖刺殺阿魯巴，在阿魯巴毫無動作的情況下，以一連串毫無作用的技能，宣告敗北。與阿魯巴一同變裝為半人馬，以囚犯身分成功進入機械都市，並為讓阿魯巴成功逃獄而變裝為阿魯巴，首次展現其高超之變裝技巧。在克萊爾西昂欲封印露基梅德斯之際，以亞努阿的變裝闖入次元夾縫，並與克萊爾西昂發生戰鬥。變裝後可使用該人所有技能。
狄岑巴．茲沃爾夫（聲：近藤孝行）
生日：12月21日
四大魔之一。擁有強大力量的十二魔族中的一人，代表十二月。最讨厌谎言和正义。名稱中的「ディツェンバー」和「ツヴォルフ」分別是德語中的「十二月（Dezember）」和「十二（zwölf）」。一心想要復活被封印的初代魔王露基梅德斯。因此欺騙想成為「傳說中的國王」的國王，利用他召集勇者們去討伐魔王。曾讓克萊爾西昂使用了力量，成功讓露基梅德斯甦醒。在最後遭克萊爾西昂一擊而灰飛煙滅，僅留下了骰子形狀的核，並被諾因等人回收。使用的魔法為黑暗，可自在變形作為刀或盾使用。可最多分裂成六人，且能利用核再次復活。臉上的影子面具可取下。

### 傳說中的勇者與魔王
克萊爾西昂（聲：中村悠一）
詳見：羅斯
初代魔王露基梅德斯（聲：荻野晴朗）

### 其他角色
國王（聲：荻野晴朗）
生日：0月日
企圖喚醒魔王並成為封印魔王的「傳說中的國王」。
大臣（聲：佐佐木哲夫）
生日：4月2日
王國大臣。看起來是和國王很要好的老人。本名是瑪因·芬弗。
偽熊貓（聲：近藤孝行）
偽熊貓日：2月8日
人氣角色。有著黃色的身體、長長的頭以及圓圓的眼睛。只是與這樣可愛的外表相反，它是一種很兇暴的怪物。使出的拳頭相當的具有威力。
太陽先生（聲：的場加惠（第二話）、加藤英美里（第三話））
為太陽本身。
史萊姆（聲：的場加惠）
非常弱小的魔物。

## 出版書籍
- 《戰勇。》集英社〈JUMP COMICS SQ.〉

| 卷數 | 集英社        | 集英社                 |
| 卷數 | 發售日期      | ISBN                   |
| ---- | ------------- | ---------------------- |
| 1    | 2012年12月4日 | ISBN 978-4-08-870592-7 |
| 2    | 2013年7月4日  | ISBN 978-4-08-870776-1 |

- 《戰勇。主線任務》講談社〈天狼星KC〉

| 卷數   | 講談社        | 講談社                                        | 東立出版社     | 東立出版社             |
| 卷數   | 發售日期      | ISBN                                          | 發售日期       | ISBN                   |
| 第一章 | 第一章        | 第一章                                        | 第一章         | 第一章                 |
| ------ | ------------- | --------------------------------------------- | -------------- | ---------------------- |
| 1      | 2013年10月9日 | ISBN 978-4-06-376427-7                        | 2015年11月25日 | ISBN 978-986-382-799-3 |
| 2      | 2014年3月7日  | ISBN 978-4-06-376452-9                        | 2016年1月11日  | ISBN 978-986-382-800-6 |
| 3      | 2014年6月9日  | ISBN 978-4-06-376474-1                        | 2016年2月16日  | ISBN 978-986-382-801-3 |
| 第二章 |               |                                               |                |                        |
| 1      | 2014年12月4日 | ISBN 978-4-06-376495-6                        |                |                        |
| 2      | 2015年5月8日  | ISBN 978-4-06-376547-2                        |                |                        |
| 3      | 2015年11月9日 | ISBN 978-4-06-376585-4 ISBN 978-4-06-362301-7 |                |                        |
| 4      | 2016年5月9日  | ISBN 978-4-06-390627-1                        |                |                        |
| 5      | 2016年10月7日 | ISBN 978-4-06-390659-2                        |                |                        |
| 6      | 2017年5月9日  | ISBN 978-4-06-390684-4 ISBN 978-4-06-362359-8 |                |                        |

## 電視動畫
2013年1月8日開始，東京電視台開始播放。

### 工作人員
- 原作 - 春原ロビンソン
- 監督 - 山本寬
- 系列構成 - 橫手美智子
- 角色設計、總作畫監督 - 田澤潮
- 美術監督 - 金子雄司、田中孝典
- 色彩設計 - 北川順子
- 攝影監督 - 奧村大輔
- 編輯 - 長谷川舞
- 音樂 - 若田部誠、坂部大介
- 音響監督 - 菊田浩巳
- 音響效果 - 森川永子
- 音響製作 - 樂音舍
- 動畫製作 - ordet✕LIDENFILMS
- 製作 - 戰勇。製作委員會

### 主題歌

#### 第一期
片頭曲「THE MONSTERS」
作詞、作曲 - 影山浩宣／編曲 - 横關敦、栗山善親／歌 - JAM Project
片尾曲（Believe〜永遠的Link〜）
作詞、作曲 - 影山浩宣／編曲 - 須藤賢一／歌 - JAM Project

#### 第二期
片頭曲「カナリヤ」
作詞 - 谷山紀章／作曲、編曲 - 飯塚昌明／歌 - GRANRODEO
片尾曲「QUESTERS！」
作詞 - 松井洋平／作曲 - 谷島俊／歌 - 阿魯巴（下野紘）

### 各話列表
| 話數   | 日文標題              | 中文標題               | 劇本       | 分鏡     | 演出       | 作畫監督        |
| 第一期 | 第一期                | 第一期                 | 第一期     | 第一期   | 第一期     | 第一期          |
| ------ | --------------------- | ---------------------- | ---------- | -------- | ---------- | --------------- |
| 第1話  |                       | 勇者，啟程。           | 橫手美智子 | 山本寬   | 有富興二   | 田澤潮          |
| 第2話  |                       | 勇者，相遇。           | 橫手美智子 | 山本寬   | 有富興二   | 田澤潮          |
| 第3話  |                       | 勇者，後悔。           | 橫手美智子 | 山本寬   | 有富興二   | 田澤潮          |
| 第4話  |                       | 勇者，著急。           | 橫手美智子 | 柳屋圭宏 | 柳屋圭宏   | 石川哲也        |
| 第5話  |                       | 勇者，奮起。           | 山本寬     | 柳屋圭宏 | 柳屋圭宏   | 石川哲也        |
| 第6話  |                       | 勇者，奔馳。           | 山本寬     | 柳屋圭宏 | 柳屋圭宏   | 石川哲也        |
| 第7話  |                       | 勇者，震撼。           | 橫手美智子 | 江崎慎平 | 末田宣史   | 栗原基彥        |
| 第8話  |                       | 勇者，疲累。           | 橫手美智子 | 江崎慎平 | 末田宣史   | 栗原基彥        |
| 第9話  |                       | 勇者，困惑。           | 山本寬     | 許平康   | 末田宣史   | 栗原基彥        |
| 第10話 |                       | 勇者，驚愕。           | 山本寬     | 安食佳   | 吉岡忍     | 中野良一        |
| 第11話 |                       | 勇者，消沉。           | 橫手美智子 | 安食佳   | 吉岡忍     | 中野良一        |
| 第12話 |                       | 勇者，混亂。           | 橫手美智子 | 吉岡忍   | 吉岡忍     | 中野良一        |
| 第13話 |                       | 勇者，殘存。           | 橫手美智子 | 吉岡忍   | 吉岡忍     | 中野良一        |
| OVA1   |                       | 1.1話※緊接1話之後      | 橫手美智子 | 江崎慎平 | 江崎慎平   | 田澤潮          |
| OVA1   | 偽熊貓的生態 其之壹。 |                        | 橫手美智子 | 江崎慎平 | 江崎慎平   | 田澤潮          |
| OVA1   | 偽熊貓的生態 其之貳。 |                        | 橫手美智子 | 江崎慎平 | 江崎慎平   | 田澤潮          |
| OVA2   |                       | 管家長的旅途 其之1     | 橫手美智子 | 江崎慎平 | 江崎慎平   | 田澤潮 寺井佳史 |
| 第二期 |                       |                        |            |          |            |                 |
| 第14話 |                       | 勇者，煩惱。           | 橫手美智子 | 板垣伸   | 有富興二   | 富谷美香        |
| 第15話 |                       | 勇者，啞然。           | 橫手美智子 | 板垣伸   | 有富興二   | 富谷美香        |
| 第16話 |                       | 勇者，冤罪。           | 橫手美智子 | 板垣伸   | 有富興二   | 富谷美香        |
| 第17話 |                       | 勇者，壓倒。           | 橫手美智子 | 柳屋圭宏 | 柳屋圭宏   | 寺井佳史        |
| 第18話 |                       | 勇者，戰慄。           | 橫手美智子 | 柳屋圭宏 | 柳屋圭宏   | 石川準          |
| 第19話 |                       | 勇者，絕句。           | 橫手美智子 | 柳屋圭宏 | 柳屋圭宏   | 清水勝祐        |
| 第20話 |                       | 勇者，沈默。           | 橫手美智子 | 森田浩光 | 關谷真實子 | 川口千里        |
| 第21話 |                       | 勇者，變貌。           | 橫手美智子 | 森田浩光 | 關谷真實子 | 矢吹智美        |
| 第22話 |                       | 勇者，重逢。           | 橫手美智子 | 森田浩光 | 關谷真實子 | 矢吹智美        |
| 第23話 |                       | 勇者，盡頭。           | 橫手美智子 | 吉岡忍   | 吉岡忍     | 中野良一        |
| 第24話 |                       | 勇者，解放。           | 橫手美智子 | 吉岡忍   | 吉岡忍     | 中野良一        |
| 第25話 |                       | 勇者，決心。           | 橫手美智子 | 山本寬   | 有富興二   | 田澤潮          |
| 第26話 |                       | 勇者，歸還。           | 橫手美智子 | 山本寬   | 有富興二   | 田澤潮          |
| OVA3   |                       | 管家長的旅途 其之2     | 橫手美智子 | 江崎慎平 | 江崎慎平   | 田澤潮 寺井佳史 |
| OVA4   |                       | 學園戰勇。～青春物語～ | 橫手美智子 | 江崎慎平 | 江崎慎平   | 田澤潮 寺井佳史 |

### 播放電視台
日本深夜動畫：下文記載的日本国内播放時間使用日本標準時間（UTC+9）表示。因為部分時間标识會採用30小时制，因此請留意这类超过24:00的时间，其實際播放時間為翌日清晨。
| 播放地區   | 播放電視台   | 播放期間                | 播放時間（UTC+9）              | 播放系列            | 備註               |
| 第1期      | 第1期        | 第1期                   | 第1期                          | 第1期               | 第1期              |
| ---------- | ------------ | ----------------------- | ------------------------------ | ------------------- | ------------------ |
| 關東廣域圈 | 東京電視台   | 2013年1月8日 - 4月2日   | 星期二 25時35分 - 25時40分     | 東京電視網          |                    |
| 日本全域   | NICONICO動畫 | 2013年1月8日 - 4月2日   | 星期二 25時40分 更新           | 網絡電視            | 有片頭曲和下回預告 |
| 日本全域   | AT-X         | 2013年1月17日 - 4月11日 | 星期四 23時25分 - 23時30分     | 衛星電視            | 有重播             |
| 日本全域   | BS JAPAN     | 2013年4月1日、4月2日    | 星期一、二 17時00分 - 17時30分 | 東京電視網 衛星電視 |                    |
| 第2期      |              |                         |                                |                     |                    |
| 關東廣域圈 | 東京電視台   | 2013年7月2日 - 9月24日  | 星期二 25時35分 - 25時40分     | 東京電視網          |                    |
| 日本全域   | NICONICO動畫 | 2013年7月2日 - 9月24日  | 星期二 25時40分 更新           | 網絡電視            | 有片頭曲和下回預告 |

| 日本 東京電視台 星期二 25:35-25:40 | 日本 東京電視台 星期二 25:35-25:40      | 日本 東京電視台 星期二 25:35-25:40 |
| ---------------------------------- | --------------------------------------- | ---------------------------------- |
|                                    | 戰勇。 第1期 （2013年1月8日 - 4月2日）  |                                    |
| T寶的悲慘日常                      | Aiura                                   |                                    |
| 日本 東京電視台 星期二 25:35-25:40 |                                         |                                    |
| Aiura                              | 戰勇。 第2期 （2013年7月2日 - 9月24日） | 單色小姐 -The Animation-           |

### 藍光與DVD
| 卷數 | 日本           | 日本            | 日本         | 日本      |
| 卷數 | 發售日期       | 收錄話數        | Blu-ray Disc | DVD       |
| ---- | -------------- | --------------- | ------------ | --------- |
| 1    | 2013年4月24日  | 第1話 - 第6話   | BCXA-0735    | BCBA-4516 |
| 2    | 2013年5月28日  | 第7話 - 第13話  | BCXA-0736    | BCBA-4517 |
| 3    | 2013年10月25日 | 第14話 - 第19話 | BCXA-0737    | BCBA-4518 |
| 4    | 2013年11月22日 | 第20話 - 第26話 | BCXA-0738    | BCBA-4519 |

## Web電台
『戰勇。電台勇者通信』，是2013年1月11日起於NICONICO生播放隔週星期五播放、HiBiKi Radio Station和音泉隔週星期六播放的電台節目。角色有配演阿魯巴的下野紘。

## 外部連結
- （日語）NICONICO靜畫內公式網站 （页面存档备份，存于）
- （日語）Jump Square內公式網站 （页面存档备份，存于）
- （日語）電視動畫公式網站 （页面存档备份，存于）
- （日語）東京電視台 《戰勇。》 （页面存档备份，存于）